# Tim Mastnak
Tim Mastnak (Celje, Yugoslavia, 31 de enero de 1991) es un deportista esloveno que compite en snowboard.
Participó en dos Juegos Olímpicos de Invierno, en los años 2018 y 2022, obteniendo una medalla de plata en Pekín 2022, en la prueba de eslalon gigante paralelo.
Ganó una medalla de plata en el Campeonato Mundial de Snowboard de 2019, en la prueba de eslalon gigante paralelo.

## Medallero internacional
| Juegos Olímpicos   | Juegos Olímpicos           | Juegos Olímpicos | Juegos Olímpicos         |
| Año                | Lugar                      | Medalla          | Prueba                   |
| ------------------ | -------------------------- | ---------------- | ------------------------ |
| 2022               | Pekín (China)              | Medalla de plata | Eslalon gigante paralelo |
| Campeonato Mundial |                            |                  |                          |
| Año                | Lugar                      | Medalla          | Prueba                   |
| 2019               | Park City (Estados Unidos) | Medalla de plata | Eslalon gigante paralelo |